# Armas químicas na Primeira Guerra Mundial

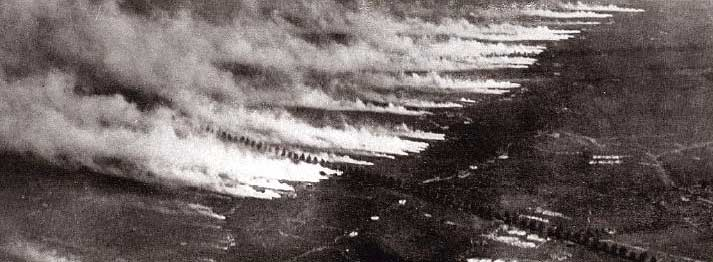
Ataque de gás venenoso utilizando cilindros de gás durante a Primeira Guerra Mundial.

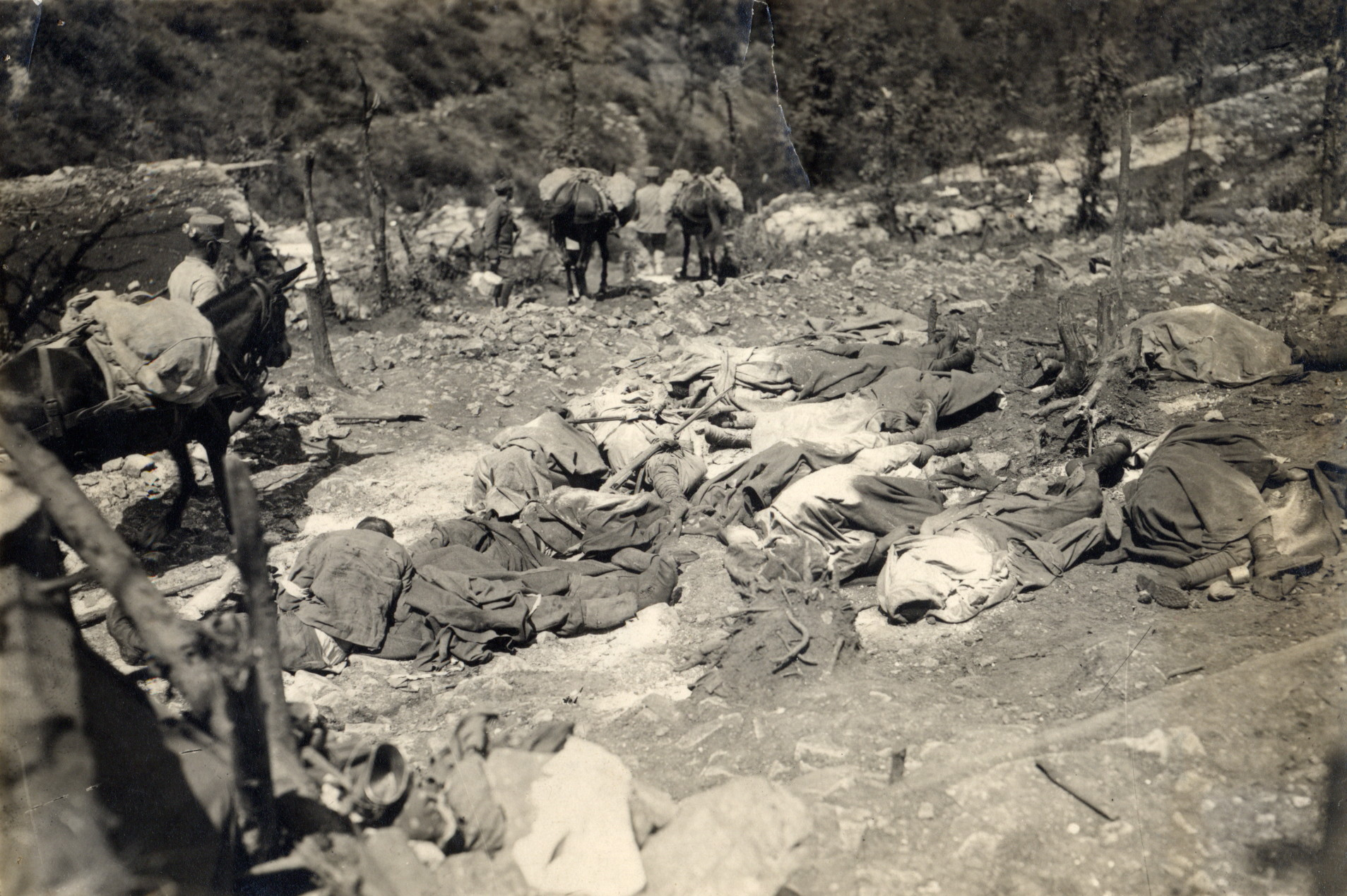
Italianos mortos em um ataque químico em San Michele.

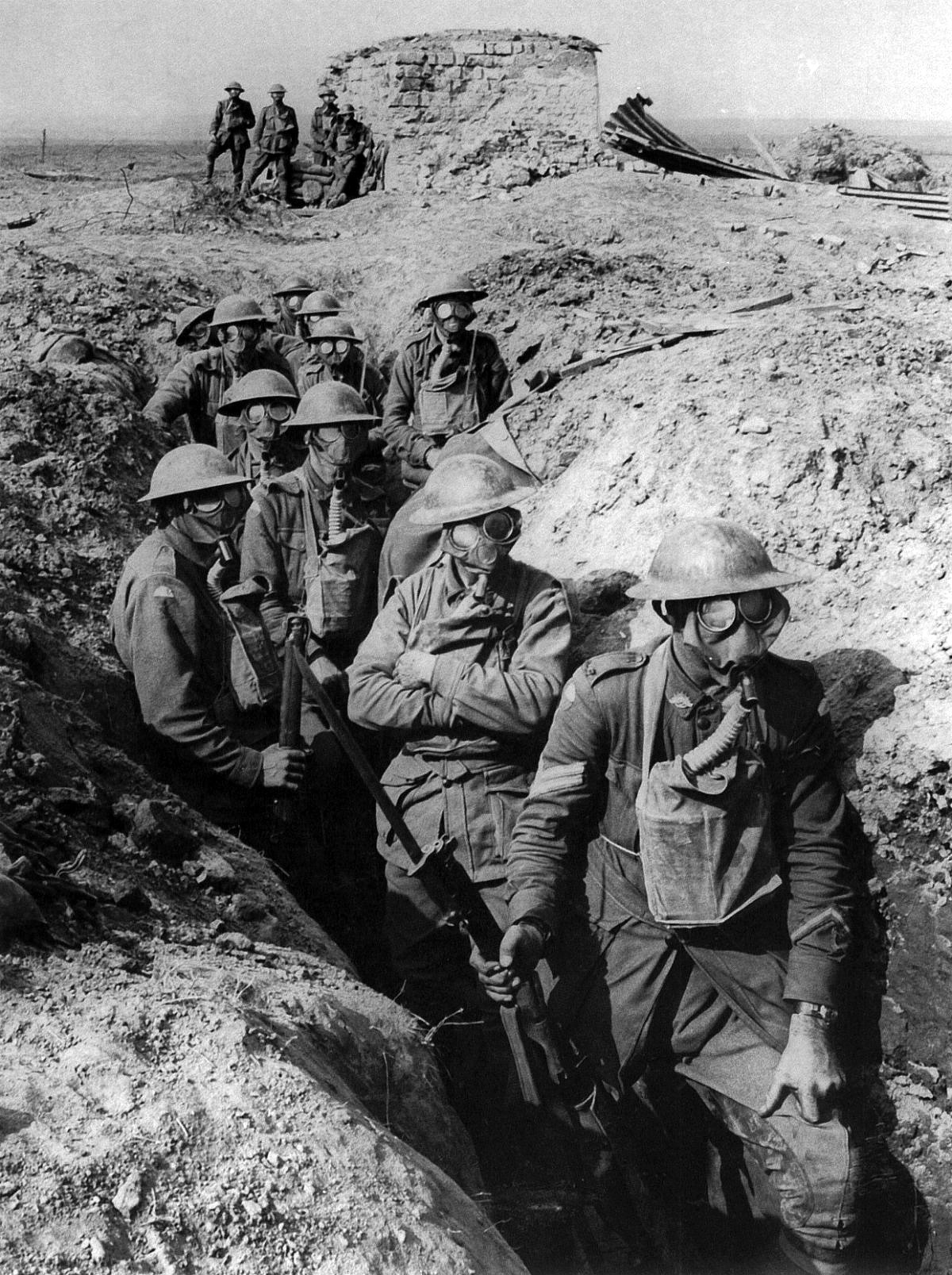
Soldados de infantaria australianos com pequenos respiradores de caixa em Ypres, em 1917.

Armas químicas são armas cujos efeitos destrutivos não se devem à força explosiva, mas sim à toxicidade das substâncias que as compõe, que podem vir a ferir, matar e/ou causar danos ao meio ambiente. Em vez de matar por explosões ou perfuramentos, como um tiro ou explosivos, as armas químicas produzem reações no organismo que acabam levando à morte. No entanto, as armas químicas são diferentes de armas biológicas. As armas biológicas são toxinas ou agentes infecciosos (como bactérias, vírus e fungos) que provocam infecções e reações imunológicas em seres humanos e animais, que podem vir a causar algum dano aos seres vivos.
As armas químicas são apenas substâncias químicas que possuem efeitos tóxicos. Há relatos do uso de armas químicas desde a Antiguidade. Os gregos usaram flechas envenenadas em suas guerras há mais de 2 mil anos, mas foi na Primeira Guerra Mundial que as armas químicas foram usadas em larga escala. O uso deste equipamento militar promoveu mais tarde motivações políticas, como quando Hitler sofreu um ataque de gás mostarda enquanto lutava nesta guerra, o que o levou a proibir que seu país usasse esse tipo de armamento na Segunda Guerra Mundial.
Em 22 de abril de 1915, perto de Ypres, na Bélgica, milhares de cilindros de gás clorídrico produzidos por indústrias como Bayer e Hoechst foram usados pelos alemães contra o exército francês. De efeito asfixiante, o gás provoca queimaduras nos olhos, garganta e pulmões, cegueira, náusea e dor de cabeça. Cerca de 6 mil pessoas morreram dolorosamente. Em setembro, os aliados passaram a usar o mesmo recurso contra as linhas alemãs, até que em 1917 a fórmula foi superada pelo gás mostarda, ainda mais letal. Durante toda a guerra, mais de 124 mil toneladas de 21 agentes tóxicos diferentes fizeram estimadas 1 milhão de baixas, com 90 mil mortes.
O trauma da Primeira Guerra levou ao Protocolo de Genebra, de 1925, que proibiu o uso de arsenal químico no campo de batalha. O historiador americano Bruce N. Canfield, autor do livro Armas de Infantaria dos Estados Unidos na I Guerra, explica que os gases eram "temidos por todos os lados e também foram usados por todos". "Mas, devido ao vento e a outros fatores, eles poderiam causar mortes tanto para quem os usava quanto para o pelotão visto como alvo. Estrategicamente, não foi um fator determinante na I Guerra Mundial. Nenhum dos lados ganhou a guerra pelo uso de tal artifício, e apenas 1% das vítimas da guerra foram em decorrência do uso de tal armamento.

## Principais gases
- Gás cloro (Cl2)
- Gás cianídrico (HCN)
- Gás mostarda ((Cl[CH2]2)2S)